# Mariné Russo
Mariné Russo, född den 9 januari 1980 i Quilmes, är en argentinsk landhockeyspelare.
Hon tog OS-brons i damernas landhockeyturnering i samband med de olympiska landhockeytävlingarna 2004 i Aten.
Hon tog OS-brons igen i samma gren i samband med de olympiska landhockeytävlingarna 2008 i Peking.